# Fer à repasser (locomotive)
 (janvier 2023).
Si vous disposez d'ouvrages ou d'articles de référence ou si vous connaissez des sites web de qualité traitant du thème abordé ici, merci de compléter l'article en donnant les références utiles à sa vérifiabilité et en les liant à la section « Notes et références ».
Les Fers à repasser sont une famille de locomotives électriques 25kV monophasé commandées par la SNCF à de nombreux constructeurs dans les années 1950. Elles ont reçu le surnom de fers à repasser en raison de leur cabine de conduite centrale.
Elles ont été commandées à une période où la SNCF expérimentait la traction par courant industriel 50 Hz .
Elles ont assuré certains des types de trains de la SNCF, principalement des trains de fret, trains de desserte régionale et des trains de messageries.

## Variantes
Cette famille inclus les séries suivantes :
BB 12000 (148 machines Bo'Bo', construites par Alsthom pour les BB-12035 à 12064 et par Jeumont-Schneider et SFAC pour les BB-12001 à 12034 et BB-12065 à 12148)
BB 13000 (53 machines Bo'Bo', BB 13001 à 13015 construites par Jeumont-Schneider et SFAC /BB 13016 à BB 13024 construites par Jeumont-Schneider, SFAC et  Fives-Lille/BB 13025 à BB 13036 : construites par SLM et Oerlikon/BB 13037 à BB 13044 : construites par SLM et Brown Boveri/BB 13045 à BB 13049 : construites par SLM et Sécheron et BB 13050 à BB 13053 : construites par Fives-Lille et Jeumont)
CC 14000 (20 machines Co'Co', construites par Oerlikon)
CC 14100 (102 macines Co'Co', construites par Alsthom, Fives-Lille et CEM